# Lindy Waters III
Lindy Waters III, född 28 juli 1997 i Oklahoma City i Oklahoma, är en amerikansk professionell basketspelare (SG/SF) som spelar för San Antonio Spurs i National Basketball Association (NBA). Han har tidigare spelat för Oklahoma City Thunder, Golden State Warriors och Detroit Pistons.
Waters blev aldrig NBA-draftad.
Innan han blev proffs studerade Waters vid Oklahoma State University och spelade för deras idrottsförening Oklahoma State Cowboys.
Waters tillhör folkslagen Cherokeserna och Kiowa.